# Arctic Train

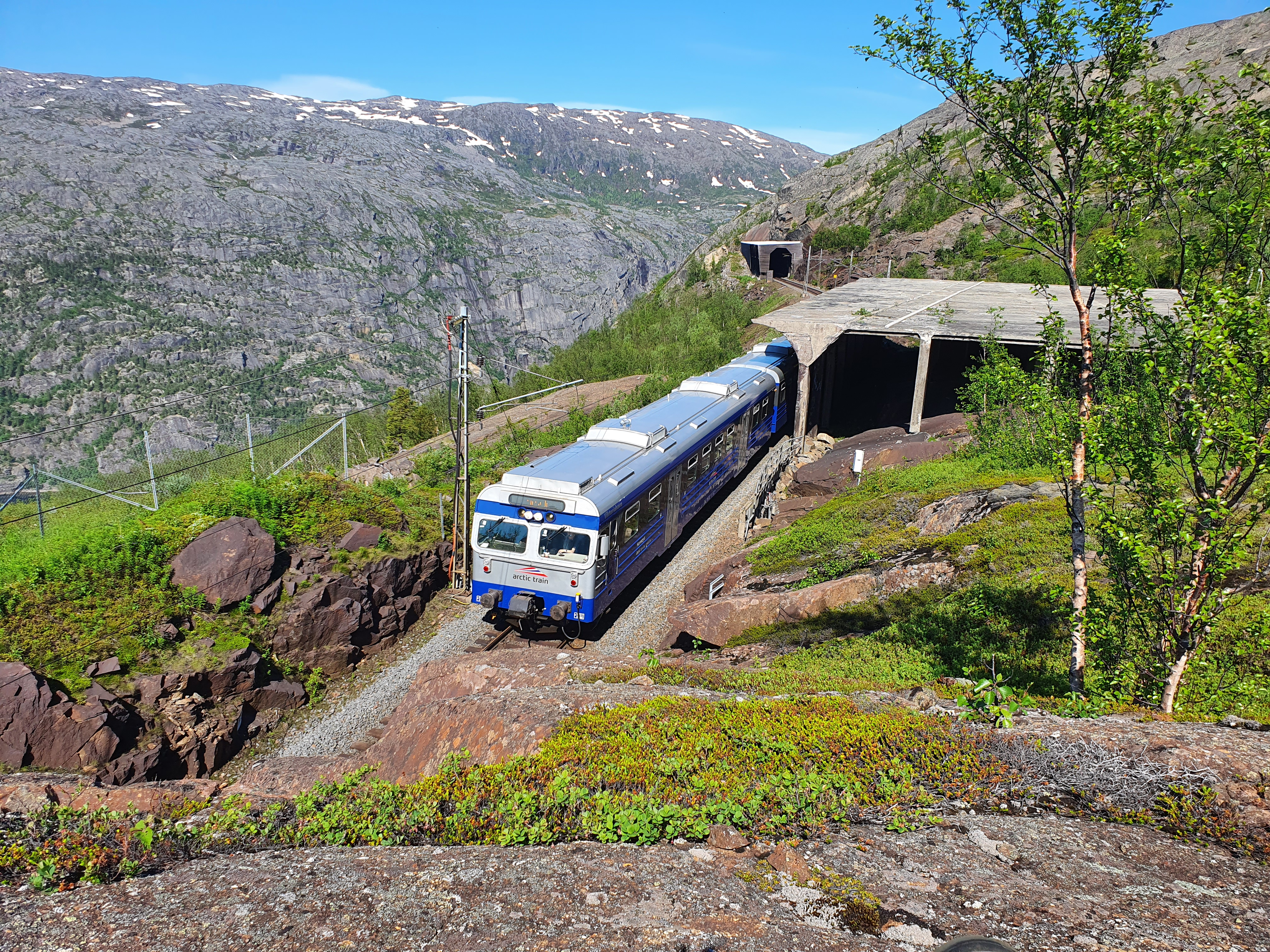
Arctic Trains 69 an der Überbauung des Kvitur-Eisfalls, Ofotenbanen

Arctic Train ist ein norwegisches Eisenbahnverkehrsunternehmen sowie ein Markenname für Reisezugverkehr auf der Ofotbane. Verantwortliche Muttergesellschaft für den Betrieb ist die am 20. Januar 2019 gegründete Tm Togdrift AS mit Sitz in Narvik. Das Unternehmen besitzt eine Lizenz für Güterzug- und Reisezugverkehr in Norwegen. Es betreibt Reisezugverkehr auf der Ofotbane, dem norwegischen Abschnitt der Erzbahn Luleå–Narvik, zwischen den Bahnhöfen Narvik und Bjørnfjell.

## Geschichte
Hintergrund der Gründung der Gesellschaft waren Erfahrungen von Ketil Svenningdal, dem Inhaber von Taraldsvik Maskin AS. Jernbaneverket hatte 2011 eine Ausschreibung zum Transport der Bauarbeiter auf der Ofotbane veröffentlicht. Da die Baustellen weitab von den Unterkünften der Bauarbeiter lagen, kaufte Taraldsvik Maskin im Herbst 2011 den Y1 1292 von Statens Järnvägar. Nach dem Gewinn der Ausschreibung im Mai 2012 beförderte Taraldsvik Maskin ab Narvik mit diesem Arbeitszug die Bauarbeiter.
Wegen der vielen Anfragen, auf der Ofotbane touristischen Verkehr anzubieten, entschloss sich Svenningdal, zusammen mit der Entwicklungsgesellschaft von Narvik, Futurum, sowie mit Visit Narvik und Forte ein Konzept zu entwickelt, das nach der Fahrzeugbeschaffung Arctic Train genannt wurde. Die Anträge zur Erteilung einer Genehmigung als  Eisenbahnunternehmen dauerten etwa drei Jahre.
Mit Arctic Train wurde eine zusätzliche Möglichkeit geschaffen, die 42 Kilometer lange Bahnstrecke zwischen Narvik und Bjørnfjell tagsüber zu befahren. Es verkehren je nach Saison ein bis drei Zugpaare täglich.
Die erste Zugfahrt fand am 17. Mai 2020 statt. Die Gesellschaft beschäftigt sechs Lokführer, drei Zugbegleiter und fünf Verwaltungsmitarbeiter. Die Lizenz für den Reise- und den Güterzugverkehr auf dem schwedischen Abschnitt der Erzbahn wurde beantragt. Es ist geplant, bis nach Riksgränsen zu fahren, um die dortigen Skigebiete mit in das Programm aufnehmen zu können.
Seit September 2020 ist Flåm AS mit einem Drittel und der Option, seinen Anteil auf 51 % zu erhöhen, an Arctic Train beteiligt.

## Fahrzeuge
Durch die Lieferung der Type 74 waren bei Norske tog viele Züge der Type 69 überflüssig geworden. Der vorher auf der Gjøvikbane verkehrenden Zug der Reihe BM 69G, BM 69-70, verfügte bereits über moderne Sitze mit Tischen und wurde schon für den Betrieb auf der Gjøvikbane mit einer behindertengerechten Toilette ausgestattet.
Bei der Hauptuntersuchung dieses Zuges mit 270 Sitzplätzen wurden beschädigte Fenster ausgetauscht und außen neue blaue Folien aufgebracht. Die Überführung nach Narvik erfolgte im Februar 2018, wobei zwei weitere BM 69E (69-50 und 69-51) in Originallackierung nach Narvik mitgenommen wurden.
| Nummer            | Fahrzeug          | Name         | Besonderes |
| ----------------- | ----------------- | ------------ | --- |
| Y1 1292           | Dieseltriebwagen  | LOKE         | In Schweden als Carl Petersson, am 31. Januar 2012 übernommen – in Betrieb |
| BM 69-70 (69G)    | Elektrotriebwagen | VIKTORIAHAVN | 2018 übernommen, Namensgebung am 29. April 2019, EVN-Nummer: TMAS 94 76 0469 003 – in Betrieb |
| BM 69-50 (69E)    | Elektrotriebwagen |              | in Besitz von TKAB seit 1. Juli 2016, 2019 von TMAS übernommen – abgestellt |
| BM 69-51 (69E)    | Elektrotriebwagen |              | in Besitz von TKAB seit 1. Juli 2016, 2019 von TMAS übernommen – abgestellt |
| Vossloh GB 1000BB | Diesellokomotive  |              | am 12. Februar 2010 an Sydvaranger Gruve AS, Kirkenes; 2016 an Taraldsvik Maskin AS, am 26. Juni 2016 mit der MS Silver River auf dem Seeweg nach Narvik gebracht. EVN-Nummer: TMAS 98 76 0201 001-7 – in Betrieb |

## Touristische Zielgruppe
Für Kreuzfahrtschiffe, die Narvik anlaufen, soll ganzjährig eine tägliche Fahrt nach Bjørnfjell und zurück mit einer Dauer von rund drei Stunden mit Zwischenhalten angeboten werden. Für Gesellschaften sind Sonderfahrten vorgesehen. Im Sommer kann auf dem Rallarveien von Katterat nach Bjørnfjell oder hinunter zum Rombaksbotn am Ende des Rombaksfjords gewandert werden, wo sich einst das Dorf der Bahnbauer (Rallaren) befunden hat. Im Winter sind nächtliche Aurora-Borealis-Fahrten geplant. Hinzu sollen Angebote wie Hundeschlittenfahrten und Schneescooter kommen.
Durch die COVID-19-Pandemie im Jahre 2020 wurde der Verkehr stark eingeschränkt.

## Fahrkarten
Fahrkarten können am Bahnhof Narvik, im Zug und im Internet über Visit Narvik erworben werden.

## Tarifabkommen
Die Aktiengesellschaft hat mit der Arbeitnehmervertretung Norsk Lokomotivmannsforbund für seine Beschäftigten einen Tarifvertrag abgeschlossen.